# Rakit (plaats)
Rakit is een bestuurslaag in het regentschap Banjarnegara van de provincie Midden-Java, Indonesië. Rakit telt 4420 inwoners (volkstelling 2010).